# Elan'-Kolenovskij
Elan'-Kolenovskij (in russo Елань-Коленовский?) è un insediamento di tipo urbano della Russia europea, situato nel rajon Novochopërskij dell'oblast' di Voronež.
Si trova sul fiume Elan', a sud-est di Voronež.